# لایل (واشینگتن)
لایل (به انگلیسی: Lyle) یک منطقهٔ مسکونی در ایالات متحده آمریکا است که در شهرستان کلیکیتات، واشینگتن واقع شده‌است. لایل ۸٫۸ کیلومتر مربع مساحت و ۵۳۰ نفر جمعیت دارد و ۶۲ متر بالاتر از سطح دریا واقع شده‌است.